# Beijnes
Beijnes (pełna nazwa Królewska Fabryka wagonów kolejowych i wagonów Beijnes JJ) – założona w 1838 roku fabryka produkująca EZT, wagony kolejowe, tramwaje, autobusy i samochody z siedzibą w Haarlem, a od 1950 roku w Beverwijk.

## Historia
Firma została założona 2 listopada 1838 roku w mieście Haarlem, położonym niedaleko Amsterdamu, przez Johannesa Jacobusa Beijnesa początkowo jako fabryka samochodów osobowych. W 1839 roku uruchomiona został pierwsza linia kolejowa łącząca Haarlem z Amsterdamem. Rok później w związku z szybkim rozwojem tego typu transportu Beijnes postanowił rozpocząć produkcję wagonów kolejowych. Z uwagi na dużą konkurencję na rynku kolejowym w Holandii firma szeroko zaistniała dopiero w 1855 roku. W związku z dużą liczbą zamówień na wagony podjęto decyzję o budowie nowej hali produkcyjnej położonej naprzeciwko stacji kolejowej w Haarlem. Od 1876 firma rozpoczęła produkcję tramwaju konnego produkując łącznie ponad 1000 wagonów dla 25 przedsiębiorstw w Holandii. W 1899 roku pomiędzy Haarlem a Zandvoort uruchomiono pierwszy w Holandii tramwaj elektryczny, który został wyprodukowany właśnie przez fabrykę Beijnes. 
W 1938 roku podjęto decyzję o przeniesieniu firmy do Beverwijk. W tym celu zakupiono 10 ha na obrzeżach miasta. Wybuch II wojny światowej w 1939 roku spowodował, że budowa nowej fabryki została przerwana. W czasie wojny fabryka wyprodukowała około 30 wagonów. W 1944 produkcja stanęła z powodu braku zamówień. Do budowy wrócono dopiero w 1949 roku, nowy zakład otwarto ostatecznie 1 listopada 1950 roku. W 1959 roku firma została przejęta przez Werkspoor NV, po wyprodukowaniu wszystkich zamówień na wagony i tramwaje fabryka w Beverwijk została zamknięta. W latach trzydziestych i czterdziestych firma zajmowała się także produkcją nadwozia do autobusów miejskich dla firmy Kromhout Motoren Fabriek. Z kolei w latach 1958–1961 firma dostarczała części do samochodów osobowych Volvo.

## Galeria

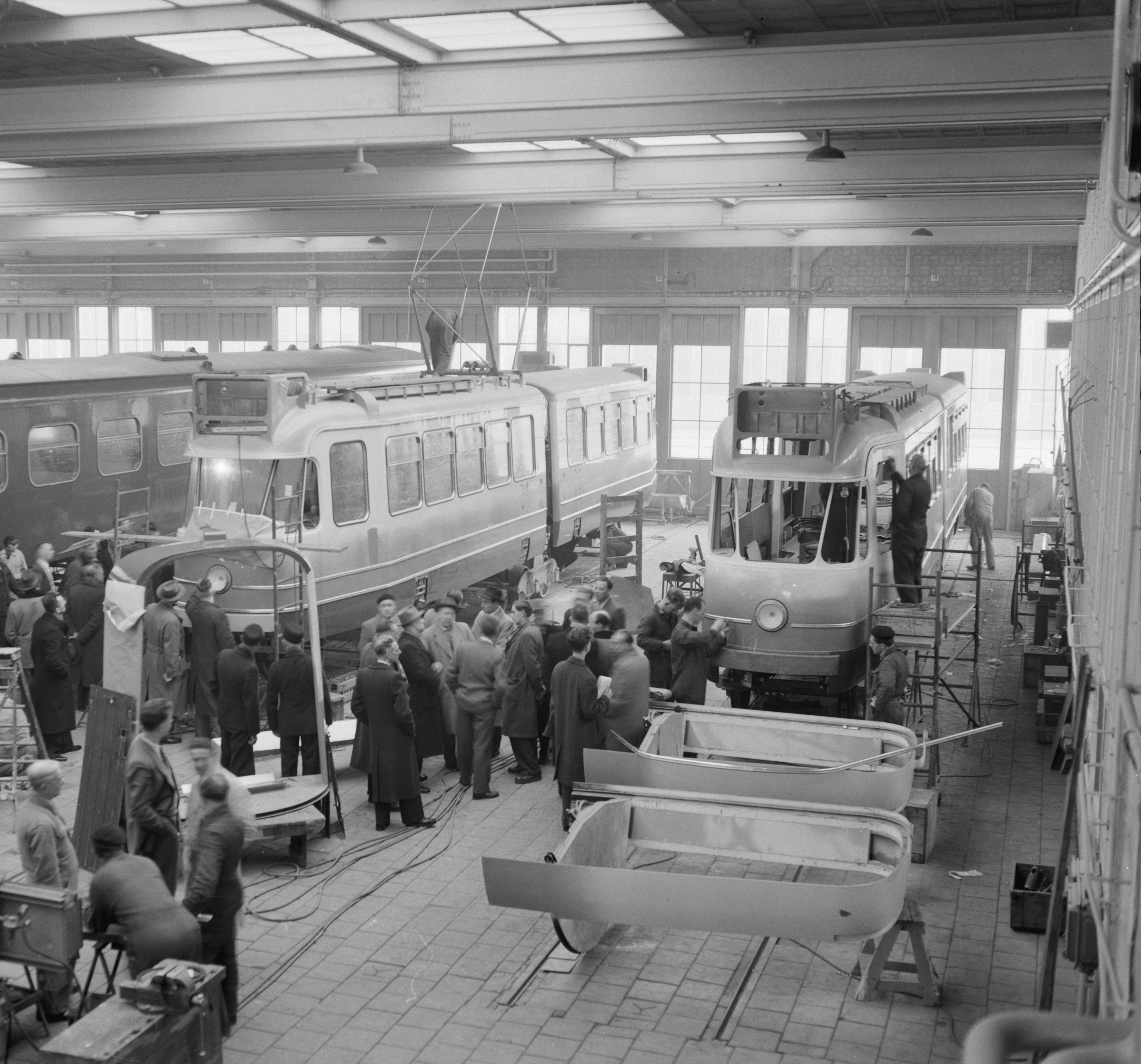
Montaż tramwajów serii 1G (1957)
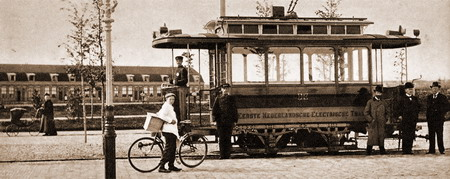
Tramwaj elektryczny Beijnes, miasto Haarlem (1899)
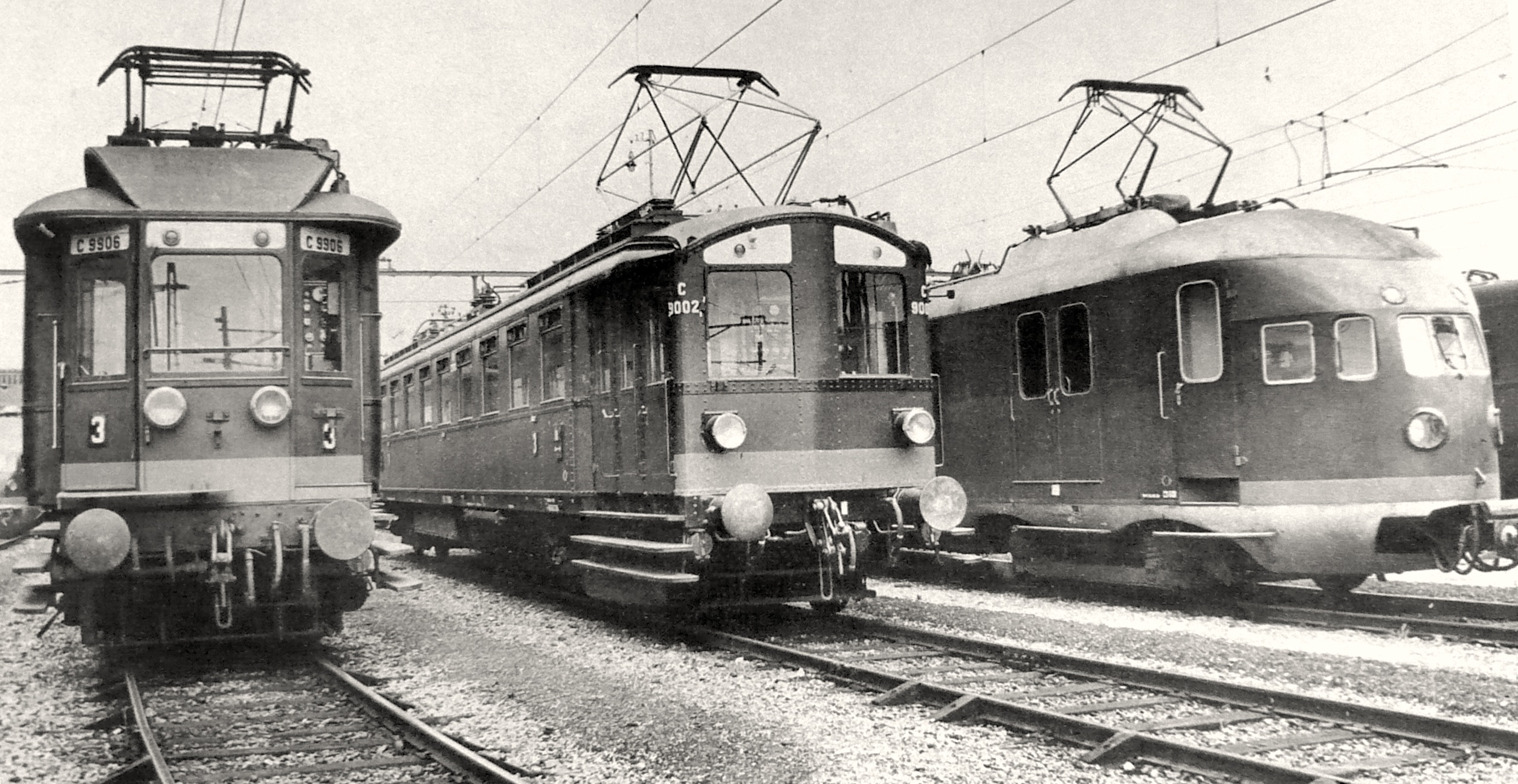
Trzy rodzaje pociągów produkowanych przez Beijnes
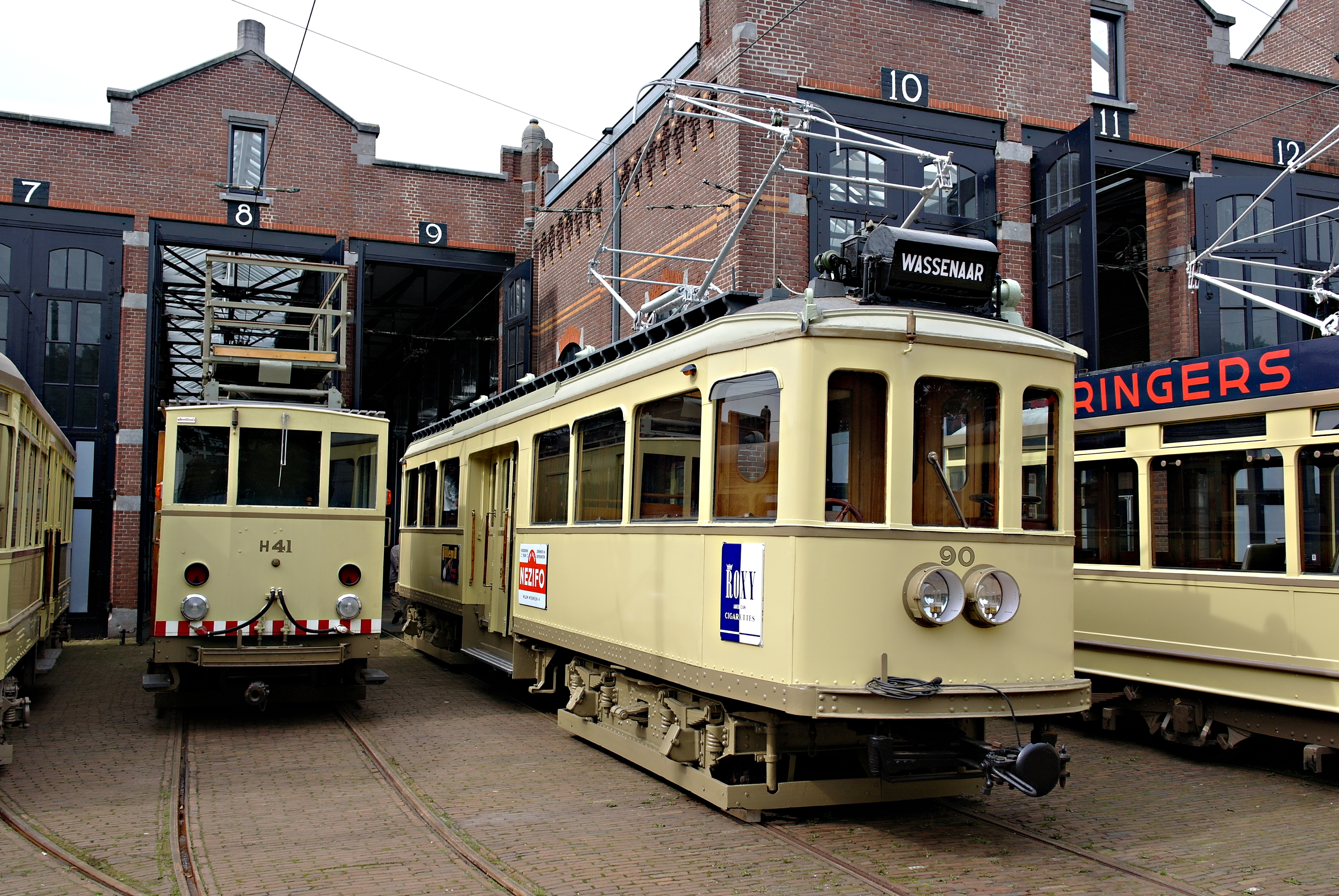
Tramwaj Motorwagen 90
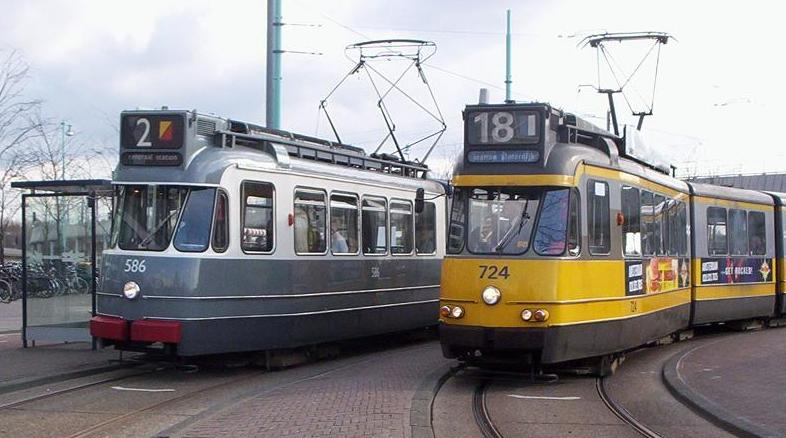
Tramwaj 3G i 7G w Amsterdamie